# Pachyanthus longifolius
Pachyanthus longifolius är en tvåhjärtbladig växtart som beskrevs av Otto Emery Jennings. Pachyanthus longifolius ingår i släktet Pachyanthus och familjen Melastomataceae. Inga underarter finns listade i Catalogue of Life.